# Ștefan al II-lea

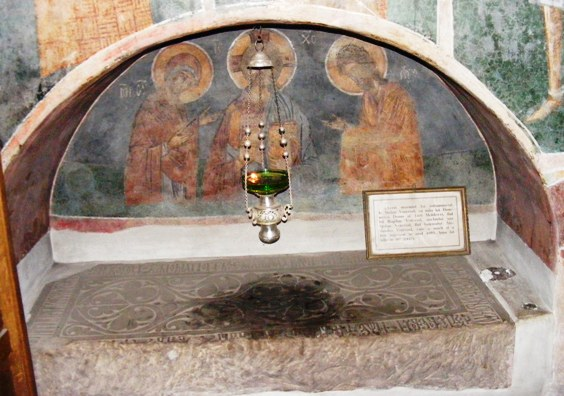
Mormântul lui Ștefan al II-lea, fiul lui Alexandru cel Bun

Ștefan al II-lea (n. 1410 – d. 22 iulie 1447) a fost domn al Moldovei între septembrie 1434 și august 1435, împreună cu Iliaș I (Ilie) din august 1435 până în august 1442, și singur din august 1442 până în martie 1443, iar în asociere cu fratele său Petru al III-lea, din martie 1443 până în mai 1444 - 1445, și iar singur, până în iulie 1447.

## Biografie
Ștefan a fost fiul domnului Moldovei Alexandru cel Bun cu o soție nelegitimă, Stanca (Stana). Îl alungă pe fratele său Iliaș I de pe tron, cu ajutorul voievodului din Muntenia, Alexandru Aldea. În schimbul Pocuției este recunoscut și de polonezi. După câteva lupte Iliaș I revine, cei doi se împacă și împart domnia, Ștefan al II-lea rămânând cu partea de sud-est a Moldovei (și-a avut se pare reședința la Vaslui). În 1442, Iliaș I încalcă înțelegerea, iar Ștefan II îl prinde și îi scoate ochii. Orb, Iliaș I se refugiază în Polonia, în timp ce Ștefan al II-lea rămâne domn, luându-și asociat pe un frate nelegitim, Petru III. Este ucis de fiul lui Iliaș I, Roman al II-lea, în 1447.
Mormântul său se află în gropnița bisericii de la Mănăstirea Neamț, jud. Neamț.